# Egon von Berchem

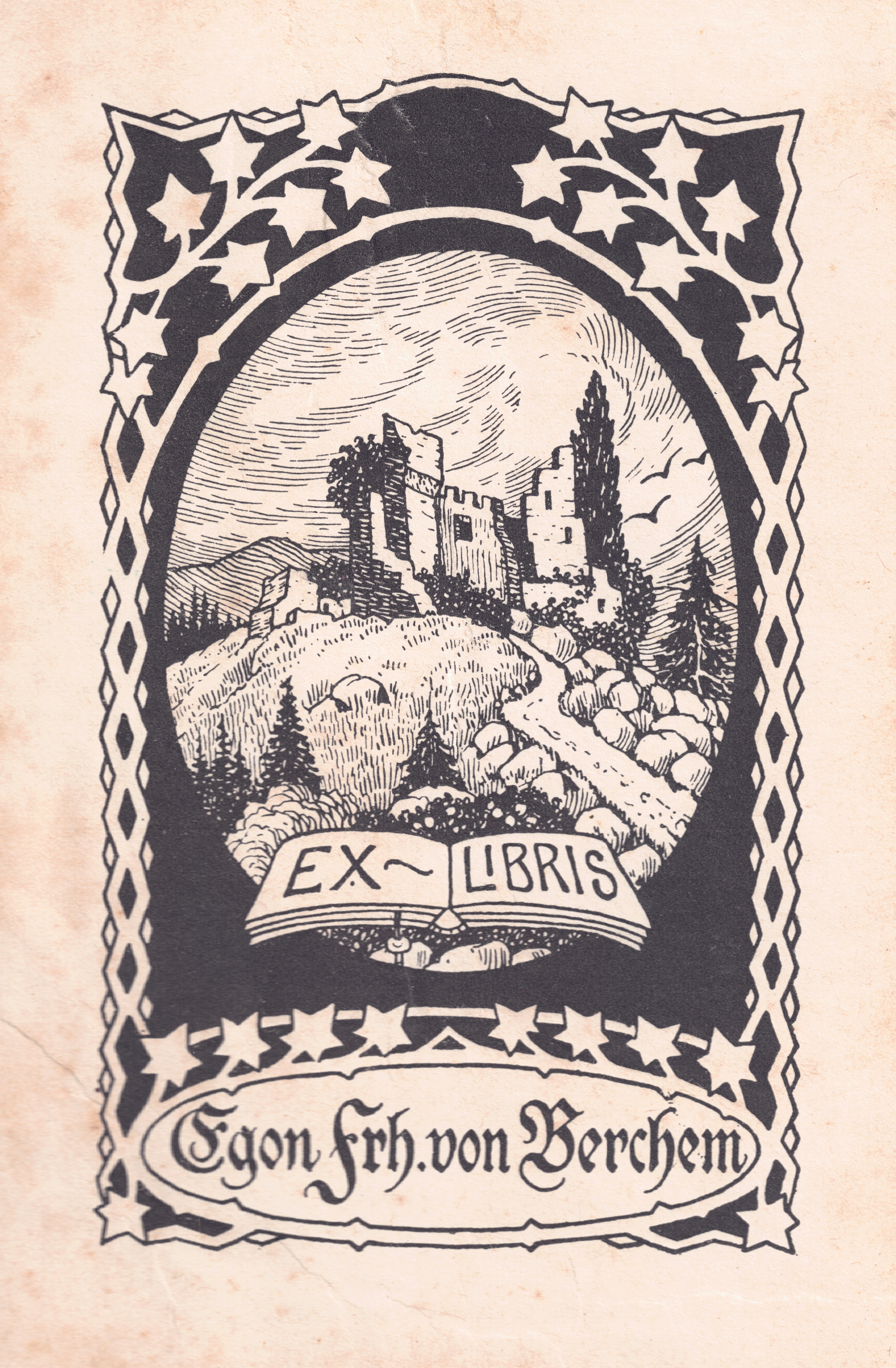
Exlibris von Egon Freiherr von Berchem

Egon August Freiherr von Berchem (* 2. April 1876 in Stuttgart; † 1. Dezember 1946 in Oberelkofen) war ein deutscher Verlagsbuchhändler, Sphragistiker und Heraldiker.

## Leben
Egon von Berchem, der aus der freiherrlichen Linie des bayerischen Adelsgeschlechts von Berchem stammte, erwarb sich die Kenntnisse der Heraldik und Siegelkunde autodidaktisch. Starke Zusammenarbeit mit dem Grafiker und Heraldiker Otto Hupp und dem Heraldiker Donald Lindsay Galbreath prägte seine Ansicht einer historischen und ästhetischen Heraldik. In dieser Zusammenarbeit entstand ein beispielloser Katalog der deutschen Wappenbücher des Mittelalters. Von 1918 bis zu seinem Tod war Berchem Mitglied im Verein „Der Herold“. Ferner war er Gründungsmitglied des Bayerischen Landesvereins für Familienkunde und von 1924 bis 1942 dessen Vorsitzender.

## Werke
- Siegel. In: Bibliothek für Kunst- und Antiquitätensammler. 11, Berlin 1923.
- Egon Freiherr von Berchem, Donald Lindsay Galbreath, Otto Hupp: Die Wappenbücher des deutschen Mittelalters- In: Egon Freiherr von Berchem, Donald Lindsay Galbreath, Otto Hupp (Hrsg.): Beiträge zur Geschichte der Heraldik. Verlag für Standesamtswesen, Berlin 1939, S. 1–116 (reprographischer Nachdruck, Bauer & Raspe, Neustadt an der Aisch 1972, ISBN 3-87947-104-5). Digitalisat.
- Die Herolde und ihre Beziehungen zum Wappenwesen. In: Egon Freiherr von Berchem, Donald Lindsay Galbreath, Otto Hupp (Hrsg.): Beiträge zur Geschichte der Heraldik. Verlag für Standesamtswesen, Berlin 1939, S. 117–219, 222–223 (reprographischer Nachdruck, Bauer & Raspe, Neustadt an der Aisch 1972, ISBN 3-87947-104-5).
- Über das Wappenwesen